# Клюгина, Виктория Юрьевна
Викто́рия Ю́рьевна Клю́гина (в девичестве — Сли́вка, 28 сентября 1980, Москва) — российская легкоатлетка, мастер спорта международного класса.

## Карьера
В 1999 году Виктория выиграла золотую медаль чемпионата Европы среди юниоров. На чемпионате Европы в помещении в 2000 году она стала 6-й.
Вернувшись в спорт после рождения дочери, Клюгина на чемпионате Европы в помещении в 2009 году стала бронзовым призёром, уступив Ариане Фридрих и Рут Бейтиа. На следующем чемпионате Виктория не смогла пройти в финал, став 14-й в квалификации.

## Личная жизнь
Замужем за легкоатлетом Сергеем Клюгиным. У пары трое детей — девочка и  два мальчика. 